# Prick
Prick – szósty album studyjny zespołu Melvins wydany w 1994 roku przez wytwórnię Amphetamine Reptile. 

## Lista utworów
1. "How About" 4:15
2. "Rickets" 1:20
3. "Pick It n' Flick It" 1:39
4. "Montreal" 4:09
5. "Chief Ten Beers" 6:28
6. "Underground" 2:19
7. "Chalk People" 1:16
8. "Punch the Lion" 3:14
9. "Pure Digital Silence" 1:32
10. "Larry" 2:59
11. "Roll Another One" 14:20

## Twórcy
- Buzz Osborne – śpiew, gitara
- Dale Crover – perkusja
- Mark Deutrom – gitara basowa